# Pomořanští Slovinci

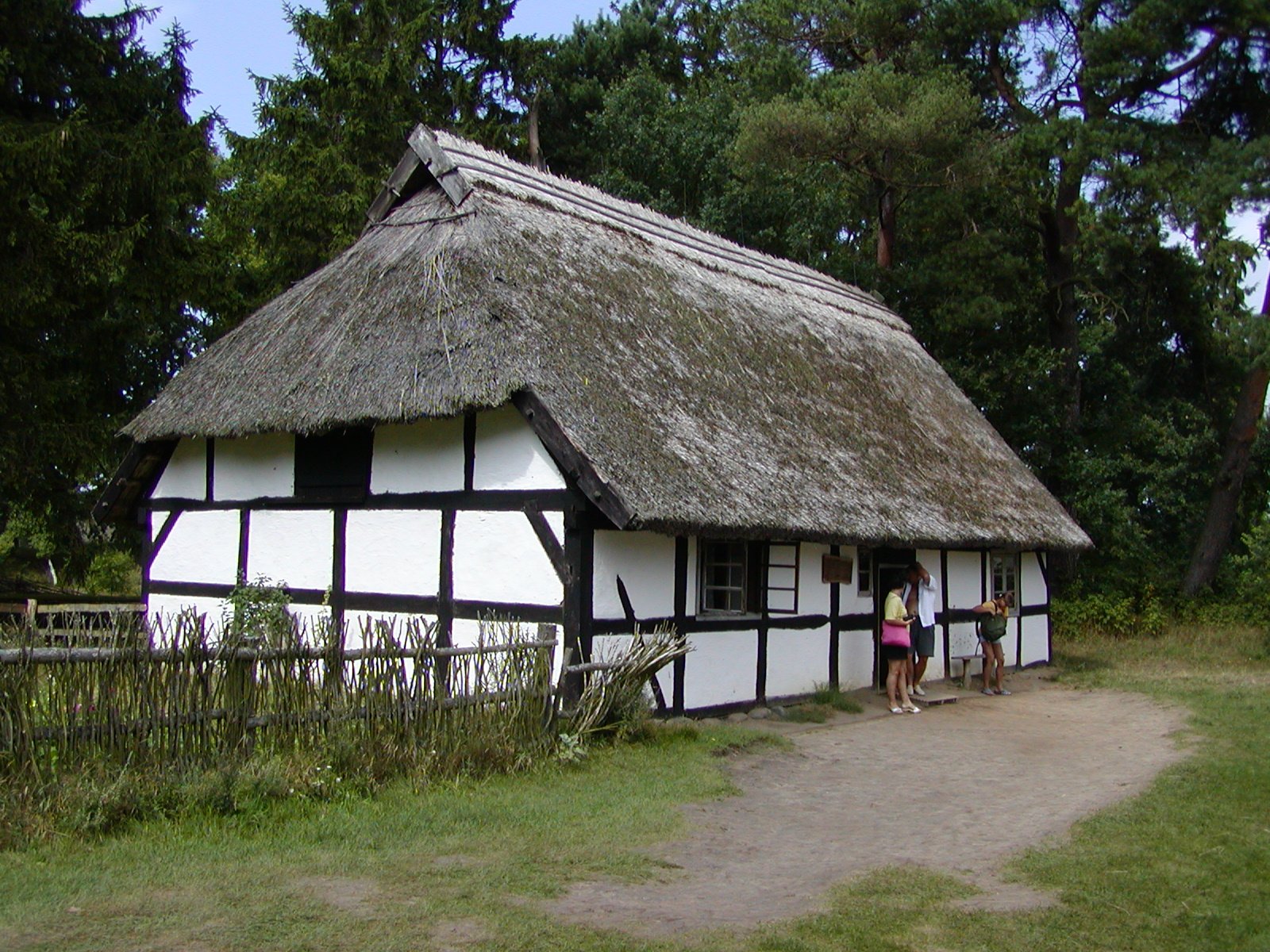
Muzeum slovincké vesnice v Klukách

Pomořanští Slovinci (polsky Słowińcy, německy Slowinzen) byl západoslovanský národ, který do druhé světové války žil na území dnešního Pomořského vojvodství (zhruba mezi městy Słupsk a Łeba) a v posledních staletích se poněmčil. Jejich jazyk byla severní slovinština.
Název Slovinci je náhodou shodný s příslušným jihoslovanským národem Slovinců jen v češtině a slovenštině.
O Pomořanských Slovincích psal už roku 1783 Karl Gottlob von Anton s odvoláním se na dokumenty z roku 1767; později v roce 1826 například Pavel Josef Šafařík a další. Roku 1856 do jejich oblasti podnikl expedici ruský etnograf Alexander Hilferding, který o Pomořanských Slovincích v roce 1862 vydal knihu. Uvedl, že někteří z nich se stále označují starým jménem Slovincy, a že jsou územně spojení s Kašuby. Od Kašubů se odlišovali krom jiného třeba vírou. Většina z nich se tehdy sama označovala jako „Kašubští Luteráni“ a svou řeč jako kašubštinu.
Po sjednocení Německa do císařství v roce 1871 se Pomořansko jako součást Pruska stalo součástí německého císařství a kašubština byla postupně nahrazovaná němčinou. Pod silnou germanizací byli i Poláci a Kašubové – ti se však po 1. světové válce ocitli v nově vytvořeném Polsku, kdežto Slovinci ne. Mnozí z nich, už germanizovaní, se dokonce stali účastnými na německém nacismu.
Po 2. světové válce se oblasti obývané Pomořanskými Slovinci staly součástí Polska. Protože však během války bojovali na německé straně, tak je polská vláda nepovažovala za „slovanské bratry“ a vyhnala většinu z území spolu s Němci. Obyvatelé vesnice Kluki mohli jako jediní zůstat, i když jen malá část jich ještě znala jazyk – téměř všichni však emigrovali v roce 1970 do Spolkové republiky Německo.